# حرب الصحف (1752-1753)
في عام 1752، أطلق هنري فيلدنغ «حرب صحف»، وكانت نزاعًا طويل الأمد استمر فيه نشر مناشير تهاجم كتّابًا آخرين، ودار بين مؤلّفين مختلفين في شارع غروب في لندن. ورغم أن الأمر بدأ بصفته خلافًا بين فيلدنغ وجون هيل، فسرعان ما أخذ كتّاب آخرون يسخّرون أعمالهم لمساعدة أطراف مختلفة من النزاع، ومن بين هؤلاء الكتّاب كريستوفر سمارت وبونيل ثورنتون وويليام كينريك وآرثر ميرفي وتوبياس سموليت.
استمر النزاع حتى عام 1753 وضم الكثير من المجلات الدورية في لندن، ما نتج عنه في نهاية الأمر عدد لا يحصى من المقالات والقصائد، وحتى سلسلة من القصائد الملحمية الساخرة بدأت بقصيدة كتبها سمارت ووضع لها عنوان «الهيلياذة». على الرغم من كون السبب الحقيقي الذي أشعل الخلاف معروفاً، فقد نجم عنه انقسام بين المؤلفين الذين كان منهم من دعم فيلدنغ ومنهم من دعم هيل، وقلة بين هذا وذاك.

## خلفيتها
أضرم فيلدنغ شعلة «حرب صحف» في العدد الأول من مجلة كوفنت جاردن (4 يناير 1752) من خلال إعلانه الحرب على «الكتّاب المأجورين». وفي المقابل، زعم جون هيل في «ذا لندن ديلي أدفرتايزر» (9 يناير 1752) أن فيلدنغ كان قد التقى به قبل يناير واقترح مشروع حرب صحف زائفة تشمل كتّاب لندن الذين سيوجهون «ضربات لا تؤلم، ويتقاسمون الفائدة بصمت». يُعتقد بحدوث لقاء من هذا القبيل بين فيلدنغ وهيل؛ بهدف مناقشة الحرب المقترَحة (إن حدثت بالفعل) في 28 ديسمبر 1751، إذ من المعروف أن هيل التقى بفيلدنغ من أجل أعمال قانونية بين يومي 26 و28 ديسمبر 1751 بعد تعرض هيل للسرقة.
قبل أن يكشف هيل عن هذه المعلومة، كان قد هاجم رواية «أميليا» لفيلدنغ في «ذا لندن ديلي أدفرتايزر» يوم 8 يناير 1752. تتعرض شخصية الكتاب الرئيسة، أميليا، إلى حادثة تضر بوجهها، وقد زعم هيل –ساخرًا من طريقة فيلدنغ في وصف المشهد-: «كان بمقدورها أن تفتن العالم دون مساعدة أنف». ورداً على كل من الإفشاء والمهاجمة الشخصية معًا، كتب فيلدنغ في 11 يناير 1752 قائلًا: «إن كان لمن يخون معاهدة خاصة أن يستحق أقل ثناء، فعلى سيادة الدنيء هذا أن يطالب بلقب الكاذب أو الأحمق. وليس لأحد أن يشكك بكونه كاذبًا إذا كان قد زيّف هذه المعادة، وأظن أن الرغبة ستخالج البعض في مناداته بالأحمق إذا كان قد رفضها». وبغض النظر عن الوقائع الموضوعية لمزاعم هيل، فالحرب سرعان ما نشبت: إذ بصدور العدد الثالث من مجلة كوفنت جاردن، كان فيلدنغ قد ركّز هجاءه على جون هيل.
ورغم تورط هيل وفيلدنغ وسمارت وثورنتون وكينريك وميرفي وسموليت جميعهم في هذا الخلاف، فهم لم يستخدموا أسماءهم الحقيقية جميعهم، وفضّل العديد منهم بدلًا من ذلك استخدام أسماء مستعارة إلى جانب المهاجمات بأسمائهم الصريحة: فكتب فيلدنغ باسم «السير ألكساندر دروكانسير»، وكتب هيل باسم «المفتش»، وثورنتون باسم «مدام روكسانا»، وسمارت باسم «السيدة ماري ميدنايت». وتحت هذه الأسماء المستعارة، سرعان ما رد العديد من الكتّاب على مهاجمات فيلدنغ ومخططه من أجل «مكتب سجل عالمي»، وهو مركز خُطط له من أجل الإعلان عن الوظائف والسلع المعروضة للبيع وأغراض أخرى. إن لم يكن هذا كافيًا، فقد بدأ فيلدنغ نزاعًا، قبل ذلك ببضعة أشهر فحسب، مع فيليب دالوين، وهو موظف سابق أسس «مكتب السجل العام» المنافس في كينغ ستريت، كوفنت غاردن، وقد استأجر بونيل ثورنتون، أحد أصدقاء سمارت، لمهاجمة فيلدنغ وهيل. وكان هيل قد عاون فيلدنغ في هذه المسألة سابقًا.
في ما بعد، شن هيل هجومًا على فيلدنغ وسمارت كليهما، في تاريخ 13 أغسطس 1752، ضمن العدد الوحيد الذي أصدره من «ذا إمبرتيننت». وبالرغم من أن العمل نُشر باسم مجهول، فقد كان من المعروف أنه صادر عن هيل، وسرعان ما أتبع المنشور بعمود صحفي نشره باسم «المفتش» بتاريخ 25 أغسطس 1752 في «ذا لندن ديلي أدفرتايزر». في عموده هذا، وجّه انتقادًا لاذعًا لكتاب سمارت المعنون «قصائد لمناسبات عديدة». وقد ترك فيلدنغ النزاع في نهاية المطاف بعد نشر العدد السادس من مجلة كوفنت جاردن.